# Land og synir
Land og synir é um filme de drama islandês de 1980 dirigido e escrito por Ágúst Guðmundsson e Indriði G. Þorsteinsson. Foi selecionado como representante da Islândia à edição do Oscar 1981, organizada pela Academia de Artes e Ciências Cinematográficas.

## Elenco
- Sigurður Sigurjónsson - Einar
- Jón Sigurbjörnsson - Tómas
- Jónas Tryggvason - Ólafur
- Guðný Ragnarsdóttir - Margrét
- Sigríður Hafstað - Móðir Margrétar
- Þorvarður Helgason - Örlygur
- Haukur Þorsteinsson - Mjólkurbílstjóri
- Kristján Skarphéðinsson - Hreppstjóri
- Magnús Ólafsson - Kaupfélagsstjóri